# (30778) Döblin
(30778) Döblin – planetoida z grupy pasa głównego asteroid okrążająca Słońce w ciągu 4 lat i 174 dni w średniej odległości 2,71 j.a.
Została odkryta 29 września 1987 roku w Obserwatorium Karla Schwarzschilda w Tautenburgu przez Freimuta Börngena. Nazwa planetoidy pochodzi od Alfreda Döblina (1878–1957), niemieckiego pisarza żydowskiego pochodzenia. Przed jej nadaniem planetoida nosiła oznaczenie tymczasowe (30778) 1987 SX10.